# Мурат Рамзі
Мурат Рамзі (тат. Морат Рәмзи; 10 жовтня 1854 року — 2 квітня 1934 року) — представник мусульманської науки і релігії, історик, автор двотомного історичного твору «Тальфик аль-ахбар», присвяченого історії тюрків, які проживали в царській Росії. Делегат 2-го Всеросійського з'їзду мусульман.

## Біографія
Мурат Рамзі, народився 10 жовтня 1854 року (за іншими даними, 25 грудня 1855 року) в татарському селі Альметмулліно Байларської волості Мензелінського повіту Оренбурзької губернії (нині село Альметьєво Сармановського району Республіки Татарстан).
Хлопчик ріс допитливим. У дев'ять років він добре знав арабську граматику, в одинадцять років почав вивчати калам. Дядько Мурата, розуміючи, що хлопчикові треба продовжувати освіту, порекомендував його батькам відправити хлопчика вчитися в Казань, у медресе Шигабутдіна Марджані, якому він надіслав рекомендаційні листи.
Батьки не заперечували і відправили сина вчитися далі. Таким чином, 1869 року, після закінчення сільського медресе, Мухаммад-Мурад вирушив у Казань на навчання в медресе шейха Шигабутдіна Марджані. Проте тут він не затримався надовго і через півтора року переїхав вчитися в м. Троїцьк Челябінської області.
Вчився він далі в медресе третьої міської мечеті в місті Троїцьку. Під час навчання виявив інтерес до суфійських знань. 1872 року він залишив і Троїцьк. Близько півтора року М. Рамзі працював учителем у казахів у їхніх поселеннях, був у Ташкенті, з Ташкента 1874 року їде в Бухару. Рік потому, незадоволений рівнем викладання, а також захворівши, він знову повернувся в казахські улуси. Протягом трьох місяців знову викладав. 1875 року Мурат Рамзі повернувся в Ташкент, де вирішив подорожувати в Туреччину, Єгипет і Хіджаз. Приєднавшись до каравану зі своїми земляками Мурат пройшов через Самарканд, Керки (Туркменістан) і Мазар-і Шаріф, Кабул, звідти через Джелалабад, Пешавар і Хайдарабад прибув у Бомбей. Там паломники затрималися на 3 місяці, потім пароплавом на початку 1876 року прибули в Джидду.
У Саудівській Аравії Рамзі затримався для продовження освіти. Він відвідував заняття в медресе «Амін-ага», «Аш-Шифа», «аль-Махмудійя». У м. Мекка вступив у братство Накшбандія. У Медині жив чотири роки. Не втрачаючи часу дарма, він продовжував вивчати арабську мову, вивчав хадіси, тафсир, акиду, фікх, тасаввуф, вивчив напам'ять весь Коран. У Медині Рамзі став послідовником накшбандійської гілки суфізму, а згодом і шейхом. У цій галузі він досяг великих успіхів. Коли його наставник помер, то згідно із заповітом Мухаммада-Мурада, його учні обрали Рамзі «халіфе» («заступником») свого вчителя. За 36 років, проведених в Аравії, він перекладав богословську літературу арабською мовою.
Навесні 1894 року Рамзі прибув у м. Бухару. Подорожуючи, протягом декількох років він займався складанням своєї знаменитої історичної праці «Тальфик аль-ахбар», кілька разів відвідував Росію для збору матеріалів, необхідних для її завершення.
1895 року Рамзі одружився з Асмою Джадід. У шлюбі було 9 дітей. 1914 року приїхав з родиною в Росію. Його дружина Асма-ханум з дітьми поїхала до себе на батьківщину в Тетюші (нині Тетюський район Татарстану), а Мурат Рамзі зі старшим сином попрямував до Туркестану. У цей час почалася Перша світова війна. Оскільки Мурат-бей був турецьким підданим, а Туреччина виступала на боці Антанти, то всі турки автоматично перетворювалися в персон «нон-грата» і повинні були негайно покинути територію країни. М. Рамзі довелося ховатися під вигаданим ім'ям. Усе ж Рамзі потрапляє в руки поліції. Його етапом в арештантському поїзді доставляють в Уфу, щоб потім переправити в Сибір. Друзі М. Рамзі клопочуть про його звільнення і їм вдається домогтися дозволу Рамзі виїхати до сім'ї в Оренбурзьку губернію, щоб жити там під наглядом поліції до закінчення війни.
Після лютневої революції 1917 року, у липні 1917 року, Мурат Рамзі брав участь як делегат у роботі Всеросійського мусульманського з'їзду духівництва, який відбувся у Казані. Навесні 1919 року він приїхав до Уфи, а звідти через Семипалатинськ — до міста Чугучак, на територію Сіньцзяна (Китай). Місто Чугучак (нині м. Тачен, Сіньцзян-Уйгурського автономного району КНР) тоді було одним із центрів ісламської культури в Східному Туркестані. Місцеві мусульмани запросили його на посаду імама і мударриса. Вони зібрали кошти і придбали для нього будинок, куди Мурат Рамзі і приїхав у Чугучаку. Там він жив аж до своєї смерті у квітні 1934 року.

## Творчість
Сфера інтересів шейха Рамзі — історія російських тюрків і ісламу в Поволжі, на Уралі і в Західному Сибіру. За своє життя Мурат Рамзі написав і опублікував близько 15 наукових праць, а також безліч статей і віршованих творів.
Його перу належать праці, присвячені різним богословським питанням, книги з арабської граматики, коментарі до Корану, тюркський переклад Корану. У своїх поглядах він не був послідовним кадимістом. Він критикував таких реформаторів, як Муса Бігієв та інших його прихильників. Багато місця він приділив критиці у своїй книзі «Мушаи'а хизбу-р-рахман ва мудафа'а хизбу-ш-шайтан» («Про прихильників партії „ар-Рахмана“ та партії захисників шайтана». Оренбург, 1912).
Найбільшу популярність Рамзі принесла двотомна історична праця «Талфик ал-ахбар ва талких ал-асар фі вакаи' Казан ва Булгар ва мулюк ат-татар» («Зібрання відомостей з минулих подій Казані, Булгара і татарських царів». Оренбург, 1908),
Свою книгу «Талфик аль-ахбар» М. Рамзі почав писати 1892 року і закінчив 1907 р. У 1908 році, за фінансової підтримки шейха Зайнулли Расулева аш-Шаріфі, визначного башкирського суфія і ректора мусульманського медресе «Расулія» міста Троїцька, ця книга була видана в Оренбурзі. Книга «Тальфик аль-ахбар» присвячена історії тюрків, які проживали в царській Росії, і ісламу. Окремий розділ книги містить опис біографій видатних суфійських шейхів Поволжя, Уралу та Північного Кавказу і духовних наставників-муршидів.
У своїй творчості Рамзі використовував різні псевдоніми: він називав себе Мухаммад-Мурад Рамзі, іноді Шейх Мухаммад-Мурад або Шейх Мухаммед-Мурад аль-Казані, аль-Мензелеви, аль-Булгарі, аль-Маккі, часом Мухаммад Мурад, Мурад або Шейх Мурад, у дитячі роки його називали Мерданшах, а в своїх роботах використовував імена: Тугі, Анделіб, Абу аль-Хасан, Акмаль або М. М. Р. Оскільки вчений довгий час жив у Хіджазі, звідси пішло ім'я (нісба) «аль-Маккі».

## Праці
- Тәлфик әл-әхбәр вә тәлких әл-асар фі вәкаиг, Казан вә Болгар вә мөлүк әт-татар.(«Зібрання відомостей з минулих подій Казані, Булгара і татарських царів». Оренбург, 1908.). (араб.)
- Нафа'ис ас-салихат фі тазйил ал-бакийат ас-салихат // Шу'айб б. Ідріс ал-Багини. Табакат ал-Хваджакан ан-Накшбандійя вас адат ал-маша їх ал-Халидийа ал-Махмудийа. — Дамаск: Дар ан-ну'ман ал-'улум, 1999. — 256—347. (араб.)
- Тәлфик әл-әхбәр вә тәлких әл-асар фі вәкаиг, Казан вә Болгар вә мөлүк әт-татар. — Бейрут, 2002. (араб.)